# Sincopa (álbum)
Sincopa, también llamado Volumen Sincopa, es el quinto álbum del grupo mexicano de rap, Cartel de Santa. Uno de los mejores disco de toda la trayectoria del grupo, que fue el disco posterior al disco de la cárcel queriendo empezar un nuevo ciclo mas maduro en las producciones.

## Recepción
A unas semanas del lanzamiento, Sincopa se posicionó entre los cinco álbumes más vendidos de México según Billboard. Además, en la lista de Latin Albums de Billboard arrancó en el sitio 67, siendo algo que no se había visto de un grupo de rap mexicano lo cual es un motivo de orgullo. Cada canción termina con una llamada, hablan sobre lo que van a hacer para la siguiente canción. Cada canción termina sonando diferente. Es decir, el final de una canción es el inicio de la siguiente, por lo que si pones el álbum en repeat estarías escuchando un beat de una hora con muchas variaciones de ritmo.
Experimento por primera vez en este disco en el Rap alternativo mostrando su lado menos gangsta en algunas canciones.
El 2 de julio de 2011 se lanzó la versión extendida llamada "Sincopa 5.1". En esta nueva versión se agregaron cuatro nuevas canciones: Súbete y Ya Verás (Ft. Big Man & Millonario), Pa' No Andar Triste, Ya No Van (Ft. Big Man, Millonario & W. Corona) y Una de Bandidos.

## Lista de canciones
| N.º | Título                                                                       | Duración |  |
| 1.  | «Bombos y Tarolas»                                                           | 4:52     |  |
| 2.  | «Mariconático»                                                               | 4:29     |  |
| 3.  | «Traficando rimas» (ft.Bicho Ramirez)                                        | 4:35     |  |
| 4.  | «El hornazo»                                                                 | 4:10     |  |
| 5.  | «Escucha y aprende»                                                          | 4:13     |  |
| 6.  | «Con el coco rapado»                                                         | 4:02     |  |
| 7.  | «Dale fuego» (ft. Big Man)                                                   | 5:15     |  |
| 8.  | «El mal necesario»                                                           | 4:29     |  |
| 9.  | «Volar, volar» (ft. Patán)                                                   | 4:53     |  |
| 10. | «Mobster Paradise» (ft. Mery Dee)                                            | 4:42     |  |
| 11. | «Con el corazón»                                                             | 5:59     |  |
| 12. | «El ratón y el queso» (ft. Big Man, Wichi, Millonario, Cachorro y Vida Baja) | 8:25     |  |